# 高行区
高行区，上海历史上的旧区名。
1928年由上海特别市设置。在今上海市浦东新区东北部、黄浦江东岸。以区内有高行镇得名。面积35.8平方公里。辖高行、高桥、东沟、马路桥、钱郎中桥、西沟6镇。1945年撤销，并入高桥区。